# Чепижный, Виктор Иванович
Ви́ктор Ива́нович Чепи́жный (18 февраля 1934, Днепропетровск) — российский шахматный композитор; гроссмейстер СССР (1980), международный гроссмейстер (1989), международный арбитр по шахматной композиции (1965), заслуженный мастер спорта России (2005). Инженер-физик, журналист. Окончил Днепропетровский университет. Заведующий шахматной редакцией издательства «Физкультура и спорт» (с 1977).
Вице-президент Постоянной комиссии ФИДЕ по шахматной композиции (с 1982), председатель Центральной комиссии по шахматной композиции Шахматной федерации СССР (1980—1989). С 1956 опубликовал свыше 300 задач, половина из них отмечена призами, в том числе 80 — первыми. Пятикратный чемпион СССР по разделу двухходовок (7—9-й чемпионаты, 1965—1969; 16-й, 1985; 17-й, 1987), призёр пяти других чемпионатов. Награждён золотой (с Л. Лошинским) и серебряной медалями по разделу двухходовок, бронзовой медалью (с Л. Лошинским) по разделу трёхходовок на Олимпийском конкурсе в Лейпциге (1960). Совершенствованию мастерства Чепижного как шахматного композитора способствовало общение с В. Руденко (совместно составили свыше 100 задач) и Л. Лошинским.
Для творчества Чепижного характерны оригинальность идеи, нюансировка замысла, стремление к простоте. Любимые жанры: двухходовка с переменой игры, трёхходовка и коопмат.
Победитель индивидуальных чемпионатов мира (WCCI) за 1998—2000 годы в разделе двухходовок и за 2004—2006 годы в разделе коопматов.
Живёт в Москве.

## Задачи
|   | a | b | c | d | e | f | g | h |   |
| - | --- | --- | --- | --- | --- | --- | --- | --- | - |
| 8 | d8 белый слон · c6 чёрная пешка · e6 чёрный король · f6 белый конь · g6 чёрный конь · h6 белый конь · c5 белый ферзь · e5 чёрный конь · h5 белый слон · f4 чёрная пешка · f3 чёрная пешка · f2 чёрная пешка · f1 белый король | d8 белый слон · c6 чёрная пешка · e6 чёрный король · f6 белый конь · g6 чёрный конь · h6 белый конь · c5 белый ферзь · e5 чёрный конь · h5 белый слон · f4 чёрная пешка · f3 чёрная пешка · f2 чёрная пешка · f1 белый король | d8 белый слон · c6 чёрная пешка · e6 чёрный король · f6 белый конь · g6 чёрный конь · h6 белый конь · c5 белый ферзь · e5 чёрный конь · h5 белый слон · f4 чёрная пешка · f3 чёрная пешка · f2 чёрная пешка · f1 белый король | d8 белый слон · c6 чёрная пешка · e6 чёрный король · f6 белый конь · g6 чёрный конь · h6 белый конь · c5 белый ферзь · e5 чёрный конь · h5 белый слон · f4 чёрная пешка · f3 чёрная пешка · f2 чёрная пешка · f1 белый король | d8 белый слон · c6 чёрная пешка · e6 чёрный король · f6 белый конь · g6 чёрный конь · h6 белый конь · c5 белый ферзь · e5 чёрный конь · h5 белый слон · f4 чёрная пешка · f3 чёрная пешка · f2 чёрная пешка · f1 белый король | d8 белый слон · c6 чёрная пешка · e6 чёрный король · f6 белый конь · g6 чёрный конь · h6 белый конь · c5 белый ферзь · e5 чёрный конь · h5 белый слон · f4 чёрная пешка · f3 чёрная пешка · f2 чёрная пешка · f1 белый король | d8 белый слон · c6 чёрная пешка · e6 чёрный король · f6 белый конь · g6 чёрный конь · h6 белый конь · c5 белый ферзь · e5 чёрный конь · h5 белый слон · f4 чёрная пешка · f3 чёрная пешка · f2 чёрная пешка · f1 белый король | d8 белый слон · c6 чёрная пешка · e6 чёрный король · f6 белый конь · g6 чёрный конь · h6 белый конь · c5 белый ферзь · e5 чёрный конь · h5 белый слон · f4 чёрная пешка · f3 чёрная пешка · f2 чёрная пешка · f1 белый король | 8 |
| 7 | d8 белый слон · c6 чёрная пешка · e6 чёрный король · f6 белый конь · g6 чёрный конь · h6 белый конь · c5 белый ферзь · e5 чёрный конь · h5 белый слон · f4 чёрная пешка · f3 чёрная пешка · f2 чёрная пешка · f1 белый король | d8 белый слон · c6 чёрная пешка · e6 чёрный король · f6 белый конь · g6 чёрный конь · h6 белый конь · c5 белый ферзь · e5 чёрный конь · h5 белый слон · f4 чёрная пешка · f3 чёрная пешка · f2 чёрная пешка · f1 белый король | d8 белый слон · c6 чёрная пешка · e6 чёрный король · f6 белый конь · g6 чёрный конь · h6 белый конь · c5 белый ферзь · e5 чёрный конь · h5 белый слон · f4 чёрная пешка · f3 чёрная пешка · f2 чёрная пешка · f1 белый король | d8 белый слон · c6 чёрная пешка · e6 чёрный король · f6 белый конь · g6 чёрный конь · h6 белый конь · c5 белый ферзь · e5 чёрный конь · h5 белый слон · f4 чёрная пешка · f3 чёрная пешка · f2 чёрная пешка · f1 белый король | d8 белый слон · c6 чёрная пешка · e6 чёрный король · f6 белый конь · g6 чёрный конь · h6 белый конь · c5 белый ферзь · e5 чёрный конь · h5 белый слон · f4 чёрная пешка · f3 чёрная пешка · f2 чёрная пешка · f1 белый король | d8 белый слон · c6 чёрная пешка · e6 чёрный король · f6 белый конь · g6 чёрный конь · h6 белый конь · c5 белый ферзь · e5 чёрный конь · h5 белый слон · f4 чёрная пешка · f3 чёрная пешка · f2 чёрная пешка · f1 белый король | d8 белый слон · c6 чёрная пешка · e6 чёрный король · f6 белый конь · g6 чёрный конь · h6 белый конь · c5 белый ферзь · e5 чёрный конь · h5 белый слон · f4 чёрная пешка · f3 чёрная пешка · f2 чёрная пешка · f1 белый король | d8 белый слон · c6 чёрная пешка · e6 чёрный король · f6 белый конь · g6 чёрный конь · h6 белый конь · c5 белый ферзь · e5 чёрный конь · h5 белый слон · f4 чёрная пешка · f3 чёрная пешка · f2 чёрная пешка · f1 белый король | 7 |
| 6 | d8 белый слон · c6 чёрная пешка · e6 чёрный король · f6 белый конь · g6 чёрный конь · h6 белый конь · c5 белый ферзь · e5 чёрный конь · h5 белый слон · f4 чёрная пешка · f3 чёрная пешка · f2 чёрная пешка · f1 белый король | d8 белый слон · c6 чёрная пешка · e6 чёрный король · f6 белый конь · g6 чёрный конь · h6 белый конь · c5 белый ферзь · e5 чёрный конь · h5 белый слон · f4 чёрная пешка · f3 чёрная пешка · f2 чёрная пешка · f1 белый король | d8 белый слон · c6 чёрная пешка · e6 чёрный король · f6 белый конь · g6 чёрный конь · h6 белый конь · c5 белый ферзь · e5 чёрный конь · h5 белый слон · f4 чёрная пешка · f3 чёрная пешка · f2 чёрная пешка · f1 белый король | d8 белый слон · c6 чёрная пешка · e6 чёрный король · f6 белый конь · g6 чёрный конь · h6 белый конь · c5 белый ферзь · e5 чёрный конь · h5 белый слон · f4 чёрная пешка · f3 чёрная пешка · f2 чёрная пешка · f1 белый король | d8 белый слон · c6 чёрная пешка · e6 чёрный король · f6 белый конь · g6 чёрный конь · h6 белый конь · c5 белый ферзь · e5 чёрный конь · h5 белый слон · f4 чёрная пешка · f3 чёрная пешка · f2 чёрная пешка · f1 белый король | d8 белый слон · c6 чёрная пешка · e6 чёрный король · f6 белый конь · g6 чёрный конь · h6 белый конь · c5 белый ферзь · e5 чёрный конь · h5 белый слон · f4 чёрная пешка · f3 чёрная пешка · f2 чёрная пешка · f1 белый король | d8 белый слон · c6 чёрная пешка · e6 чёрный король · f6 белый конь · g6 чёрный конь · h6 белый конь · c5 белый ферзь · e5 чёрный конь · h5 белый слон · f4 чёрная пешка · f3 чёрная пешка · f2 чёрная пешка · f1 белый король | d8 белый слон · c6 чёрная пешка · e6 чёрный король · f6 белый конь · g6 чёрный конь · h6 белый конь · c5 белый ферзь · e5 чёрный конь · h5 белый слон · f4 чёрная пешка · f3 чёрная пешка · f2 чёрная пешка · f1 белый король | 6 |
| 5 | d8 белый слон · c6 чёрная пешка · e6 чёрный король · f6 белый конь · g6 чёрный конь · h6 белый конь · c5 белый ферзь · e5 чёрный конь · h5 белый слон · f4 чёрная пешка · f3 чёрная пешка · f2 чёрная пешка · f1 белый король | d8 белый слон · c6 чёрная пешка · e6 чёрный король · f6 белый конь · g6 чёрный конь · h6 белый конь · c5 белый ферзь · e5 чёрный конь · h5 белый слон · f4 чёрная пешка · f3 чёрная пешка · f2 чёрная пешка · f1 белый король | d8 белый слон · c6 чёрная пешка · e6 чёрный король · f6 белый конь · g6 чёрный конь · h6 белый конь · c5 белый ферзь · e5 чёрный конь · h5 белый слон · f4 чёрная пешка · f3 чёрная пешка · f2 чёрная пешка · f1 белый король | d8 белый слон · c6 чёрная пешка · e6 чёрный король · f6 белый конь · g6 чёрный конь · h6 белый конь · c5 белый ферзь · e5 чёрный конь · h5 белый слон · f4 чёрная пешка · f3 чёрная пешка · f2 чёрная пешка · f1 белый король | d8 белый слон · c6 чёрная пешка · e6 чёрный король · f6 белый конь · g6 чёрный конь · h6 белый конь · c5 белый ферзь · e5 чёрный конь · h5 белый слон · f4 чёрная пешка · f3 чёрная пешка · f2 чёрная пешка · f1 белый король | d8 белый слон · c6 чёрная пешка · e6 чёрный король · f6 белый конь · g6 чёрный конь · h6 белый конь · c5 белый ферзь · e5 чёрный конь · h5 белый слон · f4 чёрная пешка · f3 чёрная пешка · f2 чёрная пешка · f1 белый король | d8 белый слон · c6 чёрная пешка · e6 чёрный король · f6 белый конь · g6 чёрный конь · h6 белый конь · c5 белый ферзь · e5 чёрный конь · h5 белый слон · f4 чёрная пешка · f3 чёрная пешка · f2 чёрная пешка · f1 белый король | d8 белый слон · c6 чёрная пешка · e6 чёрный король · f6 белый конь · g6 чёрный конь · h6 белый конь · c5 белый ферзь · e5 чёрный конь · h5 белый слон · f4 чёрная пешка · f3 чёрная пешка · f2 чёрная пешка · f1 белый король | 5 |
| 4 | d8 белый слон · c6 чёрная пешка · e6 чёрный король · f6 белый конь · g6 чёрный конь · h6 белый конь · c5 белый ферзь · e5 чёрный конь · h5 белый слон · f4 чёрная пешка · f3 чёрная пешка · f2 чёрная пешка · f1 белый король | d8 белый слон · c6 чёрная пешка · e6 чёрный король · f6 белый конь · g6 чёрный конь · h6 белый конь · c5 белый ферзь · e5 чёрный конь · h5 белый слон · f4 чёрная пешка · f3 чёрная пешка · f2 чёрная пешка · f1 белый король | d8 белый слон · c6 чёрная пешка · e6 чёрный король · f6 белый конь · g6 чёрный конь · h6 белый конь · c5 белый ферзь · e5 чёрный конь · h5 белый слон · f4 чёрная пешка · f3 чёрная пешка · f2 чёрная пешка · f1 белый король | d8 белый слон · c6 чёрная пешка · e6 чёрный король · f6 белый конь · g6 чёрный конь · h6 белый конь · c5 белый ферзь · e5 чёрный конь · h5 белый слон · f4 чёрная пешка · f3 чёрная пешка · f2 чёрная пешка · f1 белый король | d8 белый слон · c6 чёрная пешка · e6 чёрный король · f6 белый конь · g6 чёрный конь · h6 белый конь · c5 белый ферзь · e5 чёрный конь · h5 белый слон · f4 чёрная пешка · f3 чёрная пешка · f2 чёрная пешка · f1 белый король | d8 белый слон · c6 чёрная пешка · e6 чёрный король · f6 белый конь · g6 чёрный конь · h6 белый конь · c5 белый ферзь · e5 чёрный конь · h5 белый слон · f4 чёрная пешка · f3 чёрная пешка · f2 чёрная пешка · f1 белый король | d8 белый слон · c6 чёрная пешка · e6 чёрный король · f6 белый конь · g6 чёрный конь · h6 белый конь · c5 белый ферзь · e5 чёрный конь · h5 белый слон · f4 чёрная пешка · f3 чёрная пешка · f2 чёрная пешка · f1 белый король | d8 белый слон · c6 чёрная пешка · e6 чёрный король · f6 белый конь · g6 чёрный конь · h6 белый конь · c5 белый ферзь · e5 чёрный конь · h5 белый слон · f4 чёрная пешка · f3 чёрная пешка · f2 чёрная пешка · f1 белый король | 4 |
| 3 | d8 белый слон · c6 чёрная пешка · e6 чёрный король · f6 белый конь · g6 чёрный конь · h6 белый конь · c5 белый ферзь · e5 чёрный конь · h5 белый слон · f4 чёрная пешка · f3 чёрная пешка · f2 чёрная пешка · f1 белый король | d8 белый слон · c6 чёрная пешка · e6 чёрный король · f6 белый конь · g6 чёрный конь · h6 белый конь · c5 белый ферзь · e5 чёрный конь · h5 белый слон · f4 чёрная пешка · f3 чёрная пешка · f2 чёрная пешка · f1 белый король | d8 белый слон · c6 чёрная пешка · e6 чёрный король · f6 белый конь · g6 чёрный конь · h6 белый конь · c5 белый ферзь · e5 чёрный конь · h5 белый слон · f4 чёрная пешка · f3 чёрная пешка · f2 чёрная пешка · f1 белый король | d8 белый слон · c6 чёрная пешка · e6 чёрный король · f6 белый конь · g6 чёрный конь · h6 белый конь · c5 белый ферзь · e5 чёрный конь · h5 белый слон · f4 чёрная пешка · f3 чёрная пешка · f2 чёрная пешка · f1 белый король | d8 белый слон · c6 чёрная пешка · e6 чёрный король · f6 белый конь · g6 чёрный конь · h6 белый конь · c5 белый ферзь · e5 чёрный конь · h5 белый слон · f4 чёрная пешка · f3 чёрная пешка · f2 чёрная пешка · f1 белый король | d8 белый слон · c6 чёрная пешка · e6 чёрный король · f6 белый конь · g6 чёрный конь · h6 белый конь · c5 белый ферзь · e5 чёрный конь · h5 белый слон · f4 чёрная пешка · f3 чёрная пешка · f2 чёрная пешка · f1 белый король | d8 белый слон · c6 чёрная пешка · e6 чёрный король · f6 белый конь · g6 чёрный конь · h6 белый конь · c5 белый ферзь · e5 чёрный конь · h5 белый слон · f4 чёрная пешка · f3 чёрная пешка · f2 чёрная пешка · f1 белый король | d8 белый слон · c6 чёрная пешка · e6 чёрный король · f6 белый конь · g6 чёрный конь · h6 белый конь · c5 белый ферзь · e5 чёрный конь · h5 белый слон · f4 чёрная пешка · f3 чёрная пешка · f2 чёрная пешка · f1 белый король | 3 |
| 2 | d8 белый слон · c6 чёрная пешка · e6 чёрный король · f6 белый конь · g6 чёрный конь · h6 белый конь · c5 белый ферзь · e5 чёрный конь · h5 белый слон · f4 чёрная пешка · f3 чёрная пешка · f2 чёрная пешка · f1 белый король | d8 белый слон · c6 чёрная пешка · e6 чёрный король · f6 белый конь · g6 чёрный конь · h6 белый конь · c5 белый ферзь · e5 чёрный конь · h5 белый слон · f4 чёрная пешка · f3 чёрная пешка · f2 чёрная пешка · f1 белый король | d8 белый слон · c6 чёрная пешка · e6 чёрный король · f6 белый конь · g6 чёрный конь · h6 белый конь · c5 белый ферзь · e5 чёрный конь · h5 белый слон · f4 чёрная пешка · f3 чёрная пешка · f2 чёрная пешка · f1 белый король | d8 белый слон · c6 чёрная пешка · e6 чёрный король · f6 белый конь · g6 чёрный конь · h6 белый конь · c5 белый ферзь · e5 чёрный конь · h5 белый слон · f4 чёрная пешка · f3 чёрная пешка · f2 чёрная пешка · f1 белый король | d8 белый слон · c6 чёрная пешка · e6 чёрный король · f6 белый конь · g6 чёрный конь · h6 белый конь · c5 белый ферзь · e5 чёрный конь · h5 белый слон · f4 чёрная пешка · f3 чёрная пешка · f2 чёрная пешка · f1 белый король | d8 белый слон · c6 чёрная пешка · e6 чёрный король · f6 белый конь · g6 чёрный конь · h6 белый конь · c5 белый ферзь · e5 чёрный конь · h5 белый слон · f4 чёрная пешка · f3 чёрная пешка · f2 чёрная пешка · f1 белый король | d8 белый слон · c6 чёрная пешка · e6 чёрный король · f6 белый конь · g6 чёрный конь · h6 белый конь · c5 белый ферзь · e5 чёрный конь · h5 белый слон · f4 чёрная пешка · f3 чёрная пешка · f2 чёрная пешка · f1 белый король | d8 белый слон · c6 чёрная пешка · e6 чёрный король · f6 белый конь · g6 чёрный конь · h6 белый конь · c5 белый ферзь · e5 чёрный конь · h5 белый слон · f4 чёрная пешка · f3 чёрная пешка · f2 чёрная пешка · f1 белый король | 2 |
| 1 | d8 белый слон · c6 чёрная пешка · e6 чёрный король · f6 белый конь · g6 чёрный конь · h6 белый конь · c5 белый ферзь · e5 чёрный конь · h5 белый слон · f4 чёрная пешка · f3 чёрная пешка · f2 чёрная пешка · f1 белый король | d8 белый слон · c6 чёрная пешка · e6 чёрный король · f6 белый конь · g6 чёрный конь · h6 белый конь · c5 белый ферзь · e5 чёрный конь · h5 белый слон · f4 чёрная пешка · f3 чёрная пешка · f2 чёрная пешка · f1 белый король | d8 белый слон · c6 чёрная пешка · e6 чёрный король · f6 белый конь · g6 чёрный конь · h6 белый конь · c5 белый ферзь · e5 чёрный конь · h5 белый слон · f4 чёрная пешка · f3 чёрная пешка · f2 чёрная пешка · f1 белый король | d8 белый слон · c6 чёрная пешка · e6 чёрный король · f6 белый конь · g6 чёрный конь · h6 белый конь · c5 белый ферзь · e5 чёрный конь · h5 белый слон · f4 чёрная пешка · f3 чёрная пешка · f2 чёрная пешка · f1 белый король | d8 белый слон · c6 чёрная пешка · e6 чёрный король · f6 белый конь · g6 чёрный конь · h6 белый конь · c5 белый ферзь · e5 чёрный конь · h5 белый слон · f4 чёрная пешка · f3 чёрная пешка · f2 чёрная пешка · f1 белый король | d8 белый слон · c6 чёрная пешка · e6 чёрный король · f6 белый конь · g6 чёрный конь · h6 белый конь · c5 белый ферзь · e5 чёрный конь · h5 белый слон · f4 чёрная пешка · f3 чёрная пешка · f2 чёрная пешка · f1 белый король | d8 белый слон · c6 чёрная пешка · e6 чёрный король · f6 белый конь · g6 чёрный конь · h6 белый конь · c5 белый ферзь · e5 чёрный конь · h5 белый слон · f4 чёрная пешка · f3 чёрная пешка · f2 чёрная пешка · f1 белый король | d8 белый слон · c6 чёрная пешка · e6 чёрный король · f6 белый конь · g6 чёрный конь · h6 белый конь · c5 белый ферзь · e5 чёрный конь · h5 белый слон · f4 чёрная пешка · f3 чёрная пешка · f2 чёрная пешка · f1 белый король | 1 |
|   | a | b | c | d | e | f | g | h |   |

Иллюзорная игра: 

1…Ке ~ 2.Cg4# и 1…Kg ~ 2.Фе7#
Решение: 

1.Kf7! (цугцванг)

1…Kpf5 2.Cg4# и 1…Кр: f7 2.Фе7#

1…Ке ~ 2.Kg5# и 1…Kg ~ 2.Ф:е5#

Тема Рухлиса в форме блока.
|   | a | b | c | d | e | f | g | h |   |
| - | --- | --- | --- | --- | --- | --- | --- | --- | - |
| 8 | c8 белый слон · c7 чёрная пешка · h7 чёрный слон · b6 белый слон · c6 белый король · d6 чёрная пешка · f6 белая ладья · h6 чёрный слон · c4 белый конь · d4 белая пешка · e4 чёрный король · f4 чёрный конь · a3 чёрная ладья · e3 белый конь · d2 белый ферзь · e2 белая пешка · a1 чёрный конь · f1 чёрная ладья | c8 белый слон · c7 чёрная пешка · h7 чёрный слон · b6 белый слон · c6 белый король · d6 чёрная пешка · f6 белая ладья · h6 чёрный слон · c4 белый конь · d4 белая пешка · e4 чёрный король · f4 чёрный конь · a3 чёрная ладья · e3 белый конь · d2 белый ферзь · e2 белая пешка · a1 чёрный конь · f1 чёрная ладья | c8 белый слон · c7 чёрная пешка · h7 чёрный слон · b6 белый слон · c6 белый король · d6 чёрная пешка · f6 белая ладья · h6 чёрный слон · c4 белый конь · d4 белая пешка · e4 чёрный король · f4 чёрный конь · a3 чёрная ладья · e3 белый конь · d2 белый ферзь · e2 белая пешка · a1 чёрный конь · f1 чёрная ладья | c8 белый слон · c7 чёрная пешка · h7 чёрный слон · b6 белый слон · c6 белый король · d6 чёрная пешка · f6 белая ладья · h6 чёрный слон · c4 белый конь · d4 белая пешка · e4 чёрный король · f4 чёрный конь · a3 чёрная ладья · e3 белый конь · d2 белый ферзь · e2 белая пешка · a1 чёрный конь · f1 чёрная ладья | c8 белый слон · c7 чёрная пешка · h7 чёрный слон · b6 белый слон · c6 белый король · d6 чёрная пешка · f6 белая ладья · h6 чёрный слон · c4 белый конь · d4 белая пешка · e4 чёрный король · f4 чёрный конь · a3 чёрная ладья · e3 белый конь · d2 белый ферзь · e2 белая пешка · a1 чёрный конь · f1 чёрная ладья | c8 белый слон · c7 чёрная пешка · h7 чёрный слон · b6 белый слон · c6 белый король · d6 чёрная пешка · f6 белая ладья · h6 чёрный слон · c4 белый конь · d4 белая пешка · e4 чёрный король · f4 чёрный конь · a3 чёрная ладья · e3 белый конь · d2 белый ферзь · e2 белая пешка · a1 чёрный конь · f1 чёрная ладья | c8 белый слон · c7 чёрная пешка · h7 чёрный слон · b6 белый слон · c6 белый король · d6 чёрная пешка · f6 белая ладья · h6 чёрный слон · c4 белый конь · d4 белая пешка · e4 чёрный король · f4 чёрный конь · a3 чёрная ладья · e3 белый конь · d2 белый ферзь · e2 белая пешка · a1 чёрный конь · f1 чёрная ладья | c8 белый слон · c7 чёрная пешка · h7 чёрный слон · b6 белый слон · c6 белый король · d6 чёрная пешка · f6 белая ладья · h6 чёрный слон · c4 белый конь · d4 белая пешка · e4 чёрный король · f4 чёрный конь · a3 чёрная ладья · e3 белый конь · d2 белый ферзь · e2 белая пешка · a1 чёрный конь · f1 чёрная ладья | 8 |
| 7 | c8 белый слон · c7 чёрная пешка · h7 чёрный слон · b6 белый слон · c6 белый король · d6 чёрная пешка · f6 белая ладья · h6 чёрный слон · c4 белый конь · d4 белая пешка · e4 чёрный король · f4 чёрный конь · a3 чёрная ладья · e3 белый конь · d2 белый ферзь · e2 белая пешка · a1 чёрный конь · f1 чёрная ладья | c8 белый слон · c7 чёрная пешка · h7 чёрный слон · b6 белый слон · c6 белый король · d6 чёрная пешка · f6 белая ладья · h6 чёрный слон · c4 белый конь · d4 белая пешка · e4 чёрный король · f4 чёрный конь · a3 чёрная ладья · e3 белый конь · d2 белый ферзь · e2 белая пешка · a1 чёрный конь · f1 чёрная ладья | c8 белый слон · c7 чёрная пешка · h7 чёрный слон · b6 белый слон · c6 белый король · d6 чёрная пешка · f6 белая ладья · h6 чёрный слон · c4 белый конь · d4 белая пешка · e4 чёрный король · f4 чёрный конь · a3 чёрная ладья · e3 белый конь · d2 белый ферзь · e2 белая пешка · a1 чёрный конь · f1 чёрная ладья | c8 белый слон · c7 чёрная пешка · h7 чёрный слон · b6 белый слон · c6 белый король · d6 чёрная пешка · f6 белая ладья · h6 чёрный слон · c4 белый конь · d4 белая пешка · e4 чёрный король · f4 чёрный конь · a3 чёрная ладья · e3 белый конь · d2 белый ферзь · e2 белая пешка · a1 чёрный конь · f1 чёрная ладья | c8 белый слон · c7 чёрная пешка · h7 чёрный слон · b6 белый слон · c6 белый король · d6 чёрная пешка · f6 белая ладья · h6 чёрный слон · c4 белый конь · d4 белая пешка · e4 чёрный король · f4 чёрный конь · a3 чёрная ладья · e3 белый конь · d2 белый ферзь · e2 белая пешка · a1 чёрный конь · f1 чёрная ладья | c8 белый слон · c7 чёрная пешка · h7 чёрный слон · b6 белый слон · c6 белый король · d6 чёрная пешка · f6 белая ладья · h6 чёрный слон · c4 белый конь · d4 белая пешка · e4 чёрный король · f4 чёрный конь · a3 чёрная ладья · e3 белый конь · d2 белый ферзь · e2 белая пешка · a1 чёрный конь · f1 чёрная ладья | c8 белый слон · c7 чёрная пешка · h7 чёрный слон · b6 белый слон · c6 белый король · d6 чёрная пешка · f6 белая ладья · h6 чёрный слон · c4 белый конь · d4 белая пешка · e4 чёрный король · f4 чёрный конь · a3 чёрная ладья · e3 белый конь · d2 белый ферзь · e2 белая пешка · a1 чёрный конь · f1 чёрная ладья | c8 белый слон · c7 чёрная пешка · h7 чёрный слон · b6 белый слон · c6 белый король · d6 чёрная пешка · f6 белая ладья · h6 чёрный слон · c4 белый конь · d4 белая пешка · e4 чёрный король · f4 чёрный конь · a3 чёрная ладья · e3 белый конь · d2 белый ферзь · e2 белая пешка · a1 чёрный конь · f1 чёрная ладья | 7 |
| 6 | c8 белый слон · c7 чёрная пешка · h7 чёрный слон · b6 белый слон · c6 белый король · d6 чёрная пешка · f6 белая ладья · h6 чёрный слон · c4 белый конь · d4 белая пешка · e4 чёрный король · f4 чёрный конь · a3 чёрная ладья · e3 белый конь · d2 белый ферзь · e2 белая пешка · a1 чёрный конь · f1 чёрная ладья | c8 белый слон · c7 чёрная пешка · h7 чёрный слон · b6 белый слон · c6 белый король · d6 чёрная пешка · f6 белая ладья · h6 чёрный слон · c4 белый конь · d4 белая пешка · e4 чёрный король · f4 чёрный конь · a3 чёрная ладья · e3 белый конь · d2 белый ферзь · e2 белая пешка · a1 чёрный конь · f1 чёрная ладья | c8 белый слон · c7 чёрная пешка · h7 чёрный слон · b6 белый слон · c6 белый король · d6 чёрная пешка · f6 белая ладья · h6 чёрный слон · c4 белый конь · d4 белая пешка · e4 чёрный король · f4 чёрный конь · a3 чёрная ладья · e3 белый конь · d2 белый ферзь · e2 белая пешка · a1 чёрный конь · f1 чёрная ладья | c8 белый слон · c7 чёрная пешка · h7 чёрный слон · b6 белый слон · c6 белый король · d6 чёрная пешка · f6 белая ладья · h6 чёрный слон · c4 белый конь · d4 белая пешка · e4 чёрный король · f4 чёрный конь · a3 чёрная ладья · e3 белый конь · d2 белый ферзь · e2 белая пешка · a1 чёрный конь · f1 чёрная ладья | c8 белый слон · c7 чёрная пешка · h7 чёрный слон · b6 белый слон · c6 белый король · d6 чёрная пешка · f6 белая ладья · h6 чёрный слон · c4 белый конь · d4 белая пешка · e4 чёрный король · f4 чёрный конь · a3 чёрная ладья · e3 белый конь · d2 белый ферзь · e2 белая пешка · a1 чёрный конь · f1 чёрная ладья | c8 белый слон · c7 чёрная пешка · h7 чёрный слон · b6 белый слон · c6 белый король · d6 чёрная пешка · f6 белая ладья · h6 чёрный слон · c4 белый конь · d4 белая пешка · e4 чёрный король · f4 чёрный конь · a3 чёрная ладья · e3 белый конь · d2 белый ферзь · e2 белая пешка · a1 чёрный конь · f1 чёрная ладья | c8 белый слон · c7 чёрная пешка · h7 чёрный слон · b6 белый слон · c6 белый король · d6 чёрная пешка · f6 белая ладья · h6 чёрный слон · c4 белый конь · d4 белая пешка · e4 чёрный король · f4 чёрный конь · a3 чёрная ладья · e3 белый конь · d2 белый ферзь · e2 белая пешка · a1 чёрный конь · f1 чёрная ладья | c8 белый слон · c7 чёрная пешка · h7 чёрный слон · b6 белый слон · c6 белый король · d6 чёрная пешка · f6 белая ладья · h6 чёрный слон · c4 белый конь · d4 белая пешка · e4 чёрный король · f4 чёрный конь · a3 чёрная ладья · e3 белый конь · d2 белый ферзь · e2 белая пешка · a1 чёрный конь · f1 чёрная ладья | 6 |
| 5 | c8 белый слон · c7 чёрная пешка · h7 чёрный слон · b6 белый слон · c6 белый король · d6 чёрная пешка · f6 белая ладья · h6 чёрный слон · c4 белый конь · d4 белая пешка · e4 чёрный король · f4 чёрный конь · a3 чёрная ладья · e3 белый конь · d2 белый ферзь · e2 белая пешка · a1 чёрный конь · f1 чёрная ладья | c8 белый слон · c7 чёрная пешка · h7 чёрный слон · b6 белый слон · c6 белый король · d6 чёрная пешка · f6 белая ладья · h6 чёрный слон · c4 белый конь · d4 белая пешка · e4 чёрный король · f4 чёрный конь · a3 чёрная ладья · e3 белый конь · d2 белый ферзь · e2 белая пешка · a1 чёрный конь · f1 чёрная ладья | c8 белый слон · c7 чёрная пешка · h7 чёрный слон · b6 белый слон · c6 белый король · d6 чёрная пешка · f6 белая ладья · h6 чёрный слон · c4 белый конь · d4 белая пешка · e4 чёрный король · f4 чёрный конь · a3 чёрная ладья · e3 белый конь · d2 белый ферзь · e2 белая пешка · a1 чёрный конь · f1 чёрная ладья | c8 белый слон · c7 чёрная пешка · h7 чёрный слон · b6 белый слон · c6 белый король · d6 чёрная пешка · f6 белая ладья · h6 чёрный слон · c4 белый конь · d4 белая пешка · e4 чёрный король · f4 чёрный конь · a3 чёрная ладья · e3 белый конь · d2 белый ферзь · e2 белая пешка · a1 чёрный конь · f1 чёрная ладья | c8 белый слон · c7 чёрная пешка · h7 чёрный слон · b6 белый слон · c6 белый король · d6 чёрная пешка · f6 белая ладья · h6 чёрный слон · c4 белый конь · d4 белая пешка · e4 чёрный король · f4 чёрный конь · a3 чёрная ладья · e3 белый конь · d2 белый ферзь · e2 белая пешка · a1 чёрный конь · f1 чёрная ладья | c8 белый слон · c7 чёрная пешка · h7 чёрный слон · b6 белый слон · c6 белый король · d6 чёрная пешка · f6 белая ладья · h6 чёрный слон · c4 белый конь · d4 белая пешка · e4 чёрный король · f4 чёрный конь · a3 чёрная ладья · e3 белый конь · d2 белый ферзь · e2 белая пешка · a1 чёрный конь · f1 чёрная ладья | c8 белый слон · c7 чёрная пешка · h7 чёрный слон · b6 белый слон · c6 белый король · d6 чёрная пешка · f6 белая ладья · h6 чёрный слон · c4 белый конь · d4 белая пешка · e4 чёрный король · f4 чёрный конь · a3 чёрная ладья · e3 белый конь · d2 белый ферзь · e2 белая пешка · a1 чёрный конь · f1 чёрная ладья | c8 белый слон · c7 чёрная пешка · h7 чёрный слон · b6 белый слон · c6 белый король · d6 чёрная пешка · f6 белая ладья · h6 чёрный слон · c4 белый конь · d4 белая пешка · e4 чёрный король · f4 чёрный конь · a3 чёрная ладья · e3 белый конь · d2 белый ферзь · e2 белая пешка · a1 чёрный конь · f1 чёрная ладья | 5 |
| 4 | c8 белый слон · c7 чёрная пешка · h7 чёрный слон · b6 белый слон · c6 белый король · d6 чёрная пешка · f6 белая ладья · h6 чёрный слон · c4 белый конь · d4 белая пешка · e4 чёрный король · f4 чёрный конь · a3 чёрная ладья · e3 белый конь · d2 белый ферзь · e2 белая пешка · a1 чёрный конь · f1 чёрная ладья | c8 белый слон · c7 чёрная пешка · h7 чёрный слон · b6 белый слон · c6 белый король · d6 чёрная пешка · f6 белая ладья · h6 чёрный слон · c4 белый конь · d4 белая пешка · e4 чёрный король · f4 чёрный конь · a3 чёрная ладья · e3 белый конь · d2 белый ферзь · e2 белая пешка · a1 чёрный конь · f1 чёрная ладья | c8 белый слон · c7 чёрная пешка · h7 чёрный слон · b6 белый слон · c6 белый король · d6 чёрная пешка · f6 белая ладья · h6 чёрный слон · c4 белый конь · d4 белая пешка · e4 чёрный король · f4 чёрный конь · a3 чёрная ладья · e3 белый конь · d2 белый ферзь · e2 белая пешка · a1 чёрный конь · f1 чёрная ладья | c8 белый слон · c7 чёрная пешка · h7 чёрный слон · b6 белый слон · c6 белый король · d6 чёрная пешка · f6 белая ладья · h6 чёрный слон · c4 белый конь · d4 белая пешка · e4 чёрный король · f4 чёрный конь · a3 чёрная ладья · e3 белый конь · d2 белый ферзь · e2 белая пешка · a1 чёрный конь · f1 чёрная ладья | c8 белый слон · c7 чёрная пешка · h7 чёрный слон · b6 белый слон · c6 белый король · d6 чёрная пешка · f6 белая ладья · h6 чёрный слон · c4 белый конь · d4 белая пешка · e4 чёрный король · f4 чёрный конь · a3 чёрная ладья · e3 белый конь · d2 белый ферзь · e2 белая пешка · a1 чёрный конь · f1 чёрная ладья | c8 белый слон · c7 чёрная пешка · h7 чёрный слон · b6 белый слон · c6 белый король · d6 чёрная пешка · f6 белая ладья · h6 чёрный слон · c4 белый конь · d4 белая пешка · e4 чёрный король · f4 чёрный конь · a3 чёрная ладья · e3 белый конь · d2 белый ферзь · e2 белая пешка · a1 чёрный конь · f1 чёрная ладья | c8 белый слон · c7 чёрная пешка · h7 чёрный слон · b6 белый слон · c6 белый король · d6 чёрная пешка · f6 белая ладья · h6 чёрный слон · c4 белый конь · d4 белая пешка · e4 чёрный король · f4 чёрный конь · a3 чёрная ладья · e3 белый конь · d2 белый ферзь · e2 белая пешка · a1 чёрный конь · f1 чёрная ладья | c8 белый слон · c7 чёрная пешка · h7 чёрный слон · b6 белый слон · c6 белый король · d6 чёрная пешка · f6 белая ладья · h6 чёрный слон · c4 белый конь · d4 белая пешка · e4 чёрный король · f4 чёрный конь · a3 чёрная ладья · e3 белый конь · d2 белый ферзь · e2 белая пешка · a1 чёрный конь · f1 чёрная ладья | 4 |
| 3 | c8 белый слон · c7 чёрная пешка · h7 чёрный слон · b6 белый слон · c6 белый король · d6 чёрная пешка · f6 белая ладья · h6 чёрный слон · c4 белый конь · d4 белая пешка · e4 чёрный король · f4 чёрный конь · a3 чёрная ладья · e3 белый конь · d2 белый ферзь · e2 белая пешка · a1 чёрный конь · f1 чёрная ладья | c8 белый слон · c7 чёрная пешка · h7 чёрный слон · b6 белый слон · c6 белый король · d6 чёрная пешка · f6 белая ладья · h6 чёрный слон · c4 белый конь · d4 белая пешка · e4 чёрный король · f4 чёрный конь · a3 чёрная ладья · e3 белый конь · d2 белый ферзь · e2 белая пешка · a1 чёрный конь · f1 чёрная ладья | c8 белый слон · c7 чёрная пешка · h7 чёрный слон · b6 белый слон · c6 белый король · d6 чёрная пешка · f6 белая ладья · h6 чёрный слон · c4 белый конь · d4 белая пешка · e4 чёрный король · f4 чёрный конь · a3 чёрная ладья · e3 белый конь · d2 белый ферзь · e2 белая пешка · a1 чёрный конь · f1 чёрная ладья | c8 белый слон · c7 чёрная пешка · h7 чёрный слон · b6 белый слон · c6 белый король · d6 чёрная пешка · f6 белая ладья · h6 чёрный слон · c4 белый конь · d4 белая пешка · e4 чёрный король · f4 чёрный конь · a3 чёрная ладья · e3 белый конь · d2 белый ферзь · e2 белая пешка · a1 чёрный конь · f1 чёрная ладья | c8 белый слон · c7 чёрная пешка · h7 чёрный слон · b6 белый слон · c6 белый король · d6 чёрная пешка · f6 белая ладья · h6 чёрный слон · c4 белый конь · d4 белая пешка · e4 чёрный король · f4 чёрный конь · a3 чёрная ладья · e3 белый конь · d2 белый ферзь · e2 белая пешка · a1 чёрный конь · f1 чёрная ладья | c8 белый слон · c7 чёрная пешка · h7 чёрный слон · b6 белый слон · c6 белый король · d6 чёрная пешка · f6 белая ладья · h6 чёрный слон · c4 белый конь · d4 белая пешка · e4 чёрный король · f4 чёрный конь · a3 чёрная ладья · e3 белый конь · d2 белый ферзь · e2 белая пешка · a1 чёрный конь · f1 чёрная ладья | c8 белый слон · c7 чёрная пешка · h7 чёрный слон · b6 белый слон · c6 белый король · d6 чёрная пешка · f6 белая ладья · h6 чёрный слон · c4 белый конь · d4 белая пешка · e4 чёрный король · f4 чёрный конь · a3 чёрная ладья · e3 белый конь · d2 белый ферзь · e2 белая пешка · a1 чёрный конь · f1 чёрная ладья | c8 белый слон · c7 чёрная пешка · h7 чёрный слон · b6 белый слон · c6 белый король · d6 чёрная пешка · f6 белая ладья · h6 чёрный слон · c4 белый конь · d4 белая пешка · e4 чёрный король · f4 чёрный конь · a3 чёрная ладья · e3 белый конь · d2 белый ферзь · e2 белая пешка · a1 чёрный конь · f1 чёрная ладья | 3 |
| 2 | c8 белый слон · c7 чёрная пешка · h7 чёрный слон · b6 белый слон · c6 белый король · d6 чёрная пешка · f6 белая ладья · h6 чёрный слон · c4 белый конь · d4 белая пешка · e4 чёрный король · f4 чёрный конь · a3 чёрная ладья · e3 белый конь · d2 белый ферзь · e2 белая пешка · a1 чёрный конь · f1 чёрная ладья | c8 белый слон · c7 чёрная пешка · h7 чёрный слон · b6 белый слон · c6 белый король · d6 чёрная пешка · f6 белая ладья · h6 чёрный слон · c4 белый конь · d4 белая пешка · e4 чёрный король · f4 чёрный конь · a3 чёрная ладья · e3 белый конь · d2 белый ферзь · e2 белая пешка · a1 чёрный конь · f1 чёрная ладья | c8 белый слон · c7 чёрная пешка · h7 чёрный слон · b6 белый слон · c6 белый король · d6 чёрная пешка · f6 белая ладья · h6 чёрный слон · c4 белый конь · d4 белая пешка · e4 чёрный король · f4 чёрный конь · a3 чёрная ладья · e3 белый конь · d2 белый ферзь · e2 белая пешка · a1 чёрный конь · f1 чёрная ладья | c8 белый слон · c7 чёрная пешка · h7 чёрный слон · b6 белый слон · c6 белый король · d6 чёрная пешка · f6 белая ладья · h6 чёрный слон · c4 белый конь · d4 белая пешка · e4 чёрный король · f4 чёрный конь · a3 чёрная ладья · e3 белый конь · d2 белый ферзь · e2 белая пешка · a1 чёрный конь · f1 чёрная ладья | c8 белый слон · c7 чёрная пешка · h7 чёрный слон · b6 белый слон · c6 белый король · d6 чёрная пешка · f6 белая ладья · h6 чёрный слон · c4 белый конь · d4 белая пешка · e4 чёрный король · f4 чёрный конь · a3 чёрная ладья · e3 белый конь · d2 белый ферзь · e2 белая пешка · a1 чёрный конь · f1 чёрная ладья | c8 белый слон · c7 чёрная пешка · h7 чёрный слон · b6 белый слон · c6 белый король · d6 чёрная пешка · f6 белая ладья · h6 чёрный слон · c4 белый конь · d4 белая пешка · e4 чёрный король · f4 чёрный конь · a3 чёрная ладья · e3 белый конь · d2 белый ферзь · e2 белая пешка · a1 чёрный конь · f1 чёрная ладья | c8 белый слон · c7 чёрная пешка · h7 чёрный слон · b6 белый слон · c6 белый король · d6 чёрная пешка · f6 белая ладья · h6 чёрный слон · c4 белый конь · d4 белая пешка · e4 чёрный король · f4 чёрный конь · a3 чёрная ладья · e3 белый конь · d2 белый ферзь · e2 белая пешка · a1 чёрный конь · f1 чёрная ладья | c8 белый слон · c7 чёрная пешка · h7 чёрный слон · b6 белый слон · c6 белый король · d6 чёрная пешка · f6 белая ладья · h6 чёрный слон · c4 белый конь · d4 белая пешка · e4 чёрный король · f4 чёрный конь · a3 чёрная ладья · e3 белый конь · d2 белый ферзь · e2 белая пешка · a1 чёрный конь · f1 чёрная ладья | 2 |
| 1 | c8 белый слон · c7 чёрная пешка · h7 чёрный слон · b6 белый слон · c6 белый король · d6 чёрная пешка · f6 белая ладья · h6 чёрный слон · c4 белый конь · d4 белая пешка · e4 чёрный король · f4 чёрный конь · a3 чёрная ладья · e3 белый конь · d2 белый ферзь · e2 белая пешка · a1 чёрный конь · f1 чёрная ладья | c8 белый слон · c7 чёрная пешка · h7 чёрный слон · b6 белый слон · c6 белый король · d6 чёрная пешка · f6 белая ладья · h6 чёрный слон · c4 белый конь · d4 белая пешка · e4 чёрный король · f4 чёрный конь · a3 чёрная ладья · e3 белый конь · d2 белый ферзь · e2 белая пешка · a1 чёрный конь · f1 чёрная ладья | c8 белый слон · c7 чёрная пешка · h7 чёрный слон · b6 белый слон · c6 белый король · d6 чёрная пешка · f6 белая ладья · h6 чёрный слон · c4 белый конь · d4 белая пешка · e4 чёрный король · f4 чёрный конь · a3 чёрная ладья · e3 белый конь · d2 белый ферзь · e2 белая пешка · a1 чёрный конь · f1 чёрная ладья | c8 белый слон · c7 чёрная пешка · h7 чёрный слон · b6 белый слон · c6 белый король · d6 чёрная пешка · f6 белая ладья · h6 чёрный слон · c4 белый конь · d4 белая пешка · e4 чёрный король · f4 чёрный конь · a3 чёрная ладья · e3 белый конь · d2 белый ферзь · e2 белая пешка · a1 чёрный конь · f1 чёрная ладья | c8 белый слон · c7 чёрная пешка · h7 чёрный слон · b6 белый слон · c6 белый король · d6 чёрная пешка · f6 белая ладья · h6 чёрный слон · c4 белый конь · d4 белая пешка · e4 чёрный король · f4 чёрный конь · a3 чёрная ладья · e3 белый конь · d2 белый ферзь · e2 белая пешка · a1 чёрный конь · f1 чёрная ладья | c8 белый слон · c7 чёрная пешка · h7 чёрный слон · b6 белый слон · c6 белый король · d6 чёрная пешка · f6 белая ладья · h6 чёрный слон · c4 белый конь · d4 белая пешка · e4 чёрный король · f4 чёрный конь · a3 чёрная ладья · e3 белый конь · d2 белый ферзь · e2 белая пешка · a1 чёрный конь · f1 чёрная ладья | c8 белый слон · c7 чёрная пешка · h7 чёрный слон · b6 белый слон · c6 белый король · d6 чёрная пешка · f6 белая ладья · h6 чёрный слон · c4 белый конь · d4 белая пешка · e4 чёрный король · f4 чёрный конь · a3 чёрная ладья · e3 белый конь · d2 белый ферзь · e2 белая пешка · a1 чёрный конь · f1 чёрная ладья | c8 белый слон · c7 чёрная пешка · h7 чёрный слон · b6 белый слон · c6 белый король · d6 чёрная пешка · f6 белая ладья · h6 чёрный слон · c4 белый конь · d4 белая пешка · e4 чёрный король · f4 чёрный конь · a3 чёрная ладья · e3 белый конь · d2 белый ферзь · e2 белая пешка · a1 чёрный конь · f1 чёрная ладья | 1 |
|   | a | b | c | d | e | f | g | h |   |

1.Kg4! (угроза 2.Фе3+ Л:е3 3.Kd2#)

1…Kf ~ 2.Ле6+ Kpf5 3.К:h6#

1…Kg6! 2.Фf4+ Л:f4 3.Kd2# или 2…C:f4 3.Cf5#

1…Kd3! 2.Лf4+ С:f4 3.Kf6# или 2…Л:f4 3.Фе3#

Тема Умнова в сочетании с перекрытиями Новотного и чёрной коррекцией.
|   | a | b | c | d | e | f | g | h |   |
| - | --- | --- | --- | --- | --- | --- | --- | --- | - |
| 8 | e7 белый король · f7 белый конь · g7 чёрный король · h7 белый конь · f4 белая пешка · c2 белая пешка · h2 белая пешка · a1 чёрный ферзь | e7 белый король · f7 белый конь · g7 чёрный король · h7 белый конь · f4 белая пешка · c2 белая пешка · h2 белая пешка · a1 чёрный ферзь | e7 белый король · f7 белый конь · g7 чёрный король · h7 белый конь · f4 белая пешка · c2 белая пешка · h2 белая пешка · a1 чёрный ферзь | e7 белый король · f7 белый конь · g7 чёрный король · h7 белый конь · f4 белая пешка · c2 белая пешка · h2 белая пешка · a1 чёрный ферзь | e7 белый король · f7 белый конь · g7 чёрный король · h7 белый конь · f4 белая пешка · c2 белая пешка · h2 белая пешка · a1 чёрный ферзь | e7 белый король · f7 белый конь · g7 чёрный король · h7 белый конь · f4 белая пешка · c2 белая пешка · h2 белая пешка · a1 чёрный ферзь | e7 белый король · f7 белый конь · g7 чёрный король · h7 белый конь · f4 белая пешка · c2 белая пешка · h2 белая пешка · a1 чёрный ферзь | e7 белый король · f7 белый конь · g7 чёрный король · h7 белый конь · f4 белая пешка · c2 белая пешка · h2 белая пешка · a1 чёрный ферзь | 8 |
| 7 | e7 белый король · f7 белый конь · g7 чёрный король · h7 белый конь · f4 белая пешка · c2 белая пешка · h2 белая пешка · a1 чёрный ферзь | e7 белый король · f7 белый конь · g7 чёрный король · h7 белый конь · f4 белая пешка · c2 белая пешка · h2 белая пешка · a1 чёрный ферзь | e7 белый король · f7 белый конь · g7 чёрный король · h7 белый конь · f4 белая пешка · c2 белая пешка · h2 белая пешка · a1 чёрный ферзь | e7 белый король · f7 белый конь · g7 чёрный король · h7 белый конь · f4 белая пешка · c2 белая пешка · h2 белая пешка · a1 чёрный ферзь | e7 белый король · f7 белый конь · g7 чёрный король · h7 белый конь · f4 белая пешка · c2 белая пешка · h2 белая пешка · a1 чёрный ферзь | e7 белый король · f7 белый конь · g7 чёрный король · h7 белый конь · f4 белая пешка · c2 белая пешка · h2 белая пешка · a1 чёрный ферзь | e7 белый король · f7 белый конь · g7 чёрный король · h7 белый конь · f4 белая пешка · c2 белая пешка · h2 белая пешка · a1 чёрный ферзь | e7 белый король · f7 белый конь · g7 чёрный король · h7 белый конь · f4 белая пешка · c2 белая пешка · h2 белая пешка · a1 чёрный ферзь | 7 |
| 6 | e7 белый король · f7 белый конь · g7 чёрный король · h7 белый конь · f4 белая пешка · c2 белая пешка · h2 белая пешка · a1 чёрный ферзь | e7 белый король · f7 белый конь · g7 чёрный король · h7 белый конь · f4 белая пешка · c2 белая пешка · h2 белая пешка · a1 чёрный ферзь | e7 белый король · f7 белый конь · g7 чёрный король · h7 белый конь · f4 белая пешка · c2 белая пешка · h2 белая пешка · a1 чёрный ферзь | e7 белый король · f7 белый конь · g7 чёрный король · h7 белый конь · f4 белая пешка · c2 белая пешка · h2 белая пешка · a1 чёрный ферзь | e7 белый король · f7 белый конь · g7 чёрный король · h7 белый конь · f4 белая пешка · c2 белая пешка · h2 белая пешка · a1 чёрный ферзь | e7 белый король · f7 белый конь · g7 чёрный король · h7 белый конь · f4 белая пешка · c2 белая пешка · h2 белая пешка · a1 чёрный ферзь | e7 белый король · f7 белый конь · g7 чёрный король · h7 белый конь · f4 белая пешка · c2 белая пешка · h2 белая пешка · a1 чёрный ферзь | e7 белый король · f7 белый конь · g7 чёрный король · h7 белый конь · f4 белая пешка · c2 белая пешка · h2 белая пешка · a1 чёрный ферзь | 6 |
| 5 | e7 белый король · f7 белый конь · g7 чёрный король · h7 белый конь · f4 белая пешка · c2 белая пешка · h2 белая пешка · a1 чёрный ферзь | e7 белый король · f7 белый конь · g7 чёрный король · h7 белый конь · f4 белая пешка · c2 белая пешка · h2 белая пешка · a1 чёрный ферзь | e7 белый король · f7 белый конь · g7 чёрный король · h7 белый конь · f4 белая пешка · c2 белая пешка · h2 белая пешка · a1 чёрный ферзь | e7 белый король · f7 белый конь · g7 чёрный король · h7 белый конь · f4 белая пешка · c2 белая пешка · h2 белая пешка · a1 чёрный ферзь | e7 белый король · f7 белый конь · g7 чёрный король · h7 белый конь · f4 белая пешка · c2 белая пешка · h2 белая пешка · a1 чёрный ферзь | e7 белый король · f7 белый конь · g7 чёрный король · h7 белый конь · f4 белая пешка · c2 белая пешка · h2 белая пешка · a1 чёрный ферзь | e7 белый король · f7 белый конь · g7 чёрный король · h7 белый конь · f4 белая пешка · c2 белая пешка · h2 белая пешка · a1 чёрный ферзь | e7 белый король · f7 белый конь · g7 чёрный король · h7 белый конь · f4 белая пешка · c2 белая пешка · h2 белая пешка · a1 чёрный ферзь | 5 |
| 4 | e7 белый король · f7 белый конь · g7 чёрный король · h7 белый конь · f4 белая пешка · c2 белая пешка · h2 белая пешка · a1 чёрный ферзь | e7 белый король · f7 белый конь · g7 чёрный король · h7 белый конь · f4 белая пешка · c2 белая пешка · h2 белая пешка · a1 чёрный ферзь | e7 белый король · f7 белый конь · g7 чёрный король · h7 белый конь · f4 белая пешка · c2 белая пешка · h2 белая пешка · a1 чёрный ферзь | e7 белый король · f7 белый конь · g7 чёрный король · h7 белый конь · f4 белая пешка · c2 белая пешка · h2 белая пешка · a1 чёрный ферзь | e7 белый король · f7 белый конь · g7 чёрный король · h7 белый конь · f4 белая пешка · c2 белая пешка · h2 белая пешка · a1 чёрный ферзь | e7 белый король · f7 белый конь · g7 чёрный король · h7 белый конь · f4 белая пешка · c2 белая пешка · h2 белая пешка · a1 чёрный ферзь | e7 белый король · f7 белый конь · g7 чёрный король · h7 белый конь · f4 белая пешка · c2 белая пешка · h2 белая пешка · a1 чёрный ферзь | e7 белый король · f7 белый конь · g7 чёрный король · h7 белый конь · f4 белая пешка · c2 белая пешка · h2 белая пешка · a1 чёрный ферзь | 4 |
| 3 | e7 белый король · f7 белый конь · g7 чёрный король · h7 белый конь · f4 белая пешка · c2 белая пешка · h2 белая пешка · a1 чёрный ферзь | e7 белый король · f7 белый конь · g7 чёрный король · h7 белый конь · f4 белая пешка · c2 белая пешка · h2 белая пешка · a1 чёрный ферзь | e7 белый король · f7 белый конь · g7 чёрный король · h7 белый конь · f4 белая пешка · c2 белая пешка · h2 белая пешка · a1 чёрный ферзь | e7 белый король · f7 белый конь · g7 чёрный король · h7 белый конь · f4 белая пешка · c2 белая пешка · h2 белая пешка · a1 чёрный ферзь | e7 белый король · f7 белый конь · g7 чёрный король · h7 белый конь · f4 белая пешка · c2 белая пешка · h2 белая пешка · a1 чёрный ферзь | e7 белый король · f7 белый конь · g7 чёрный король · h7 белый конь · f4 белая пешка · c2 белая пешка · h2 белая пешка · a1 чёрный ферзь | e7 белый король · f7 белый конь · g7 чёрный король · h7 белый конь · f4 белая пешка · c2 белая пешка · h2 белая пешка · a1 чёрный ферзь | e7 белый король · f7 белый конь · g7 чёрный король · h7 белый конь · f4 белая пешка · c2 белая пешка · h2 белая пешка · a1 чёрный ферзь | 3 |
| 2 | e7 белый король · f7 белый конь · g7 чёрный король · h7 белый конь · f4 белая пешка · c2 белая пешка · h2 белая пешка · a1 чёрный ферзь | e7 белый король · f7 белый конь · g7 чёрный король · h7 белый конь · f4 белая пешка · c2 белая пешка · h2 белая пешка · a1 чёрный ферзь | e7 белый король · f7 белый конь · g7 чёрный король · h7 белый конь · f4 белая пешка · c2 белая пешка · h2 белая пешка · a1 чёрный ферзь | e7 белый король · f7 белый конь · g7 чёрный король · h7 белый конь · f4 белая пешка · c2 белая пешка · h2 белая пешка · a1 чёрный ферзь | e7 белый король · f7 белый конь · g7 чёрный король · h7 белый конь · f4 белая пешка · c2 белая пешка · h2 белая пешка · a1 чёрный ферзь | e7 белый король · f7 белый конь · g7 чёрный король · h7 белый конь · f4 белая пешка · c2 белая пешка · h2 белая пешка · a1 чёрный ферзь | e7 белый король · f7 белый конь · g7 чёрный король · h7 белый конь · f4 белая пешка · c2 белая пешка · h2 белая пешка · a1 чёрный ферзь | e7 белый король · f7 белый конь · g7 чёрный король · h7 белый конь · f4 белая пешка · c2 белая пешка · h2 белая пешка · a1 чёрный ферзь | 2 |
| 1 | e7 белый король · f7 белый конь · g7 чёрный король · h7 белый конь · f4 белая пешка · c2 белая пешка · h2 белая пешка · a1 чёрный ферзь | e7 белый король · f7 белый конь · g7 чёрный король · h7 белый конь · f4 белая пешка · c2 белая пешка · h2 белая пешка · a1 чёрный ферзь | e7 белый король · f7 белый конь · g7 чёрный король · h7 белый конь · f4 белая пешка · c2 белая пешка · h2 белая пешка · a1 чёрный ферзь | e7 белый король · f7 белый конь · g7 чёрный король · h7 белый конь · f4 белая пешка · c2 белая пешка · h2 белая пешка · a1 чёрный ферзь | e7 белый король · f7 белый конь · g7 чёрный король · h7 белый конь · f4 белая пешка · c2 белая пешка · h2 белая пешка · a1 чёрный ферзь | e7 белый король · f7 белый конь · g7 чёрный король · h7 белый конь · f4 белая пешка · c2 белая пешка · h2 белая пешка · a1 чёрный ферзь | e7 белый король · f7 белый конь · g7 чёрный король · h7 белый конь · f4 белая пешка · c2 белая пешка · h2 белая пешка · a1 чёрный ферзь | e7 белый король · f7 белый конь · g7 чёрный король · h7 белый конь · f4 белая пешка · c2 белая пешка · h2 белая пешка · a1 чёрный ферзь | 1 |
|   | a | b | c | d | e | f | g | h |   |

Кооперативный мат в 3 хода:

I.  1.Фa8 f5 2.Фh8! Kf8 3.Фg8 f6#

II. 1.Kpg6 Kpe6 2.Фh8! Kf6 3.Фg7 f5#

Эхо-хамелеонные финалы украшены далёкими темпоходами чёрного ферзя.

## Книги
- Турнир звезд: Монреаль-79 / Авт.-сост. В. И. Чепижный. — М.: ФиС, 1979. — 255 с.
- Межзональные турниры: Рига'79; Рио-де-Жанейро'79 / Авт.-сост. В. И. Чепижный; Вступ. статьи В. И. Чепижного и М. А. Бейлина. — М.: ФиС, 1980. — 415 с.
- Шахматная композиция, Сб. 1977—1982 / Сост. В. И. Чепижный, — М.: ФиС, 1983. — 256 с.
- Тишков А. А., Чепижный В. И. Шахматные задачи-миниатюры. —М.: ФиС, 1987. — 336 с.